# Antoine Ponroy
Antoine Ponroy est un ancien footballeur français né le 15 avril 1986 à Rouen. Il évolue au poste de défenseur central.

## Biographie

### Formation et débuts

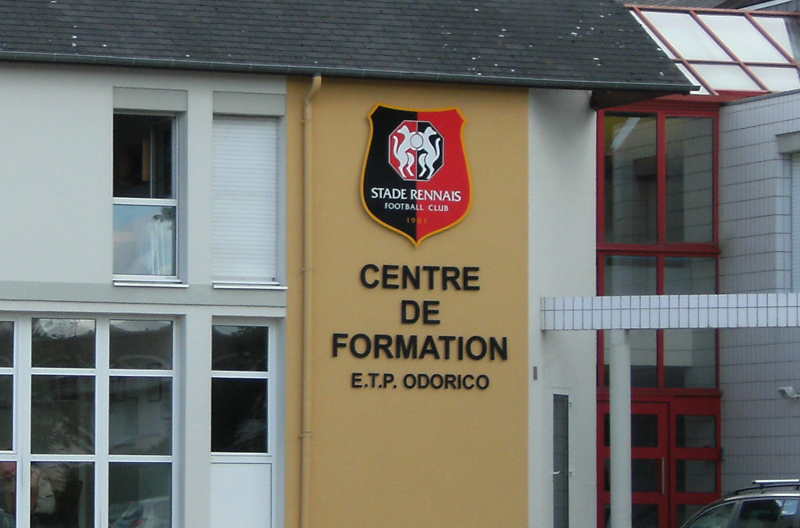
Antoine Ponroy termine sa formation au Stade rennais.

Antoine Ponroy commence le football au SCO d'Angers et y fait toutes ses gammes jusqu'à ses 15 ans. Il est ensuite enrôlé par le Stade Rennais pour y faire sa formation. Membre de la génération 1986 de Yoann Gourcuff et Romain Danzé, il termine troisième du Tournoi de Montaigu en 2002 puis joue 35 matches avec l'équipe réserve en CFA.
N'ayant pu obtenir de contrat professionnel à l'issue de sa formation, il suit Paul Le Guen au Glasgow Rangers en 2006. Cependant, il ne joue que deux matches lors de la saison et la démission de l'entraîneur français n'arrange pas sa situation, même s'il termine la saison 2006-2007 en Écosse.

### Retour en France
En juillet 2007, alors en fin de contrat à Glasgow, il revient en France et signe pour un an à Cannes. Il joue 26 matchs et marque 1 but en National. Il signe une nouvelle fois un contrat de un an, en faveur de l'AS Beauvais qui joue en National également. Il est le capitaine de l'équipe, joue 29 matchs pour 1 but et est élu dans l'équipe-type de la saison.

### Évian et prêt au Paris FC
À l'été 2009, il signe à Évian-Thonon-Gaillard alors promu en National et y joue 32 matchs. Le club monte de suite en Ligue 2, mais, barré en équipe première, il est prêté au Paris FC en National. Il fait une saison complète en jouant 37 matchs et en marquant 3 buts.

### Stade lavallois
En juin 2011, il signe pour deux ans au Stade Lavallois en Ligue 2. Il connaît quelques blessures et n'est que très peu utilisé par Philippe Hinschberger, il ne joue que 5 matchs. Le club lui accorde un bon de sortie en mai 2012.

### Vannes OC
En juillet 2012, il signe en faveur du Vannes OC après un essai concluant, pour un an, avec une année supplémentaire en cas de montée en Ligue 2. Il réalise une belle saison où il joue 32 matchs et marque deux buts. Le club termine meilleure défense de National, cependant le club finit dixième, et le rouennais quitte alors le club breton un an après son arrivée.

### US Orléans
Antoine Ponroy s'engage à l'US Orléans à l'été 2013. Il réalise une saison pleine avec l'USO, qui obtient la montée en Ligue 2, est champion de National et finit meilleure défense du championnat avec seulement 22 buts encaissés en 34 matchs. Les entraîneurs de National élisent Ponroy dans l'équipe type de la saison.
L'année suivante, il joue la première partie de saison, mais il se rompt les ligaments croisés du genou gauche le 5 mars 2015 à l'entraînement. Sa saison est dès lors terminée et Antoine Ponroy voit en plus son équipe terminer l'exercice de Ligue 2 en position de relégable ; Orléans redescend donc en National un an seulement après l'avoir quitté. Il reste cependant au club pour continuer sa rééducation, qu'il effectue en partie à Clairefontaine.
Ce n'est qu'après une très longue période d'indisponibilité, de plus d'un an, que le 6 mai 2016, il retrouve la compétition. Il rentre en jeu à la 66e minute dans un match décisif pour la montée en Ligue 2 lors de la 31e journée, où l'US Orléans, troisième, reçoit Marseille Consolat, deuxième. Le club termine deuxième de National et assure sa remontée en Ligue 2.

### Bourg-en-Bresse
Ne trouvant pas d'accord avec le club loirétain, il s'engage en juin 2016 à Bourg-en-Bresse Péronnas, qui évolue en Ligue 2.

### Reconversion
Il met un terme à sa carrière de joueur en 2022 et devient entraîneur des U17 et U19 de l'US Orléans. Pour la saison 2023-2024, il prépare le DESJEPS mention football.

## Palmarès
- Champion de France de National en 2010 avec Évian Thonon Gaillard et en 2014 avec l'US Orléans.

## Statistiques
| Saison                | Club                  | Championnat             | Championnat | Championnat | Coupe nationale | Coupe nationale | Coupe de la Ligue | Coupe de la Ligue | Total | Total |
| Saison                | Club                  | Division                | M.          | B.          | M.              | B.              | M.                | B.                | M.    | B.    |
| 2006-2007             | Glasgow Rangers       | Scottish Premier league | 2           | 0           | -               | -               | -                 | -                 | 2     | 0     |
| 2007-2008             | AS Cannes             | National                | 26          | 1           | -               | -               | -                 | -                 | 26    | 1     |
| 2008-2009             | AS Beauvais Oise      | National                | 26          | 1           | 3               | 0               | -                 | -                 | 29    | 1     |
| 2009-2010             | Évian Thonon Gaillard | National                | 27          | 0           | 5               | 0               | -                 | -                 | 32    | 0     |
| 2010-2011             | Paris FC (prêt)       | National                | 33          | 2           | 4               | 1               | -                 | -                 | 37    | 3     |
| 2011-2012             | Stade lavallois       | Ligue 2                 | 3           | 0           | 2               | 0               | -                 | -                 | 5     | 0     |
| 2012-2013             | Vannes OC             | National                | 30          | 2           | 1               | 0               | 1                 | 0                 | 32    | 2     |
| 2013-2014             | US Orléans            | National                | 34          | 2           | -               | -               | -                 | -                 | 34    | 2     |
| 2014-2015             | US Orléans            | Ligue 2                 | 19          | 1           | 2               | 0               | 1                 | 0                 | 22    | 1     |
| 2015-2016             | US Orléans            | National                | 4           | 0           | -               | -               | -                 | -                 | 4     | 0     |
| 2016-2017             | Bourg-en-Bresse 01    | Ligue 2                 | 29          | 1           | 1               | 0               | -                 | -                 | 30    | 1     |
| 2017-2018             | Bourg-en-Bresse 01    | Ligue 2                 | 4           | 0           | -               | -               | -                 | -                 | 4     | 0     |
| Total sur la carrière | Total sur la carrière | Total sur la carrière   | 237         | 10          | 18              | 1               | 2                 | 0                 | 257   | 11    |